# Aegiceras
Aegiceras é um género botânico pertencente à família Myrsinaceae.

## Espécies
- Aegiceras corniculatum
- Aegiceras floridum